# ال کرور
ال کرور (به اسپانیایی: El Chorro) یک منطقهٔ مسکونی در اسپانیا است که در مالاگا واقع شده‌است. ال کرور ۲۴۵ نفر جمعیت دارد.